# Gabriel Magalhães
Gabriel dos Santos Magalhães (São Paulo, 19 de diciembre de 1997) es un futbolista brasileño. Juega de defensa y su equipo es el Arsenal F. C. de la Premier League de Inglaterra.

## Trayectoria
Formado en las inferiores del Avaí F. C., llegó al primer equipo del club del Florianópolis en 2016. Debutó el 29 de enero contra el Grêmio en la Primera Liga de Brasil de 2016, donde además anotó su primer gol.
Fichó por el Lille O. S. C. de Francia a principios de 2017. Su primer partido en la Ligue 1 fue el 22 de abril de 2017 contra el E. A. Guingamp. Al no afianzarse en el primer equipo, el defensa brasileño fue cedido al E. S. Troyes A. C. para la temporada 2017-18.
En febrero de 2018 fue cedido nuevamente, esta vez al G. N. K. Dinamo Zagreb, donde formó parte del segundo equipo y solo jugó un encuentro en la liga con el equipo principal.
Para la temporada 2018-19 regresó a Lille, donde se afianzó en la defensa del equipo subcampeón de la Ligue 1 en la segunda mitad del torneo. El 14 de abril de 2019 marcó su primer gol con el Lille O. S. C. en una victoria por 5 a 1 contra el París Saint-Germain.
Debutó en la Liga de Campeones de la UEFA el 17 de septiembre de 2019 en la derrota por 3-0 ante el Ajax de Ámsterdam.
El 31 de enero de 2020 renovó su contrato con el Lille O. S. C. por dos años más.
El 1 de septiembre del mismo año se hizo oficial su fichaje por el Arsenal F. C. firmando un contrato de larga duración.

## Selección nacional
Ha sido internacional con la selección sub-20 de Brasil. Jugó el campeonato sudamericano sub-20 de 2017 en Ecuador.
Luego fue convocado para la selección sub-23 de Brasil, debutando el 14 de noviembre de 2020 ante la selección sub-23 de Corea del Sur con un resultado de 3-1 a favor de los brasileños.
El 8 de septiembre de 2023 hizo su debut con la selección absoluta en el primer partido de clasificación para el Mundial 2026 ante Bolivia.

#### Participaciones en Copas América
| Torneo            | Sede           | Resultado        | Partidos | Goles |
| ----------------- | -------------- | ---------------- | -------- | ----- |
| Copa América 2024 | Estados Unidos | Cuartos de final | 1        | 0     |

## Estadísticas

### Clubes
Actualizado al último partido disputado el 1 de abril de 2025.
| Club | Div.          | Temporada     | Liga  | Liga  | Estatal(1) | Estatal(1) | Copas nacionales(2) | Copas nacionales(2) | Copas internacionales(3) | Copas internacionales(3) | Total | Total |
| Club | Div.          | Temporada     | Part. | Goles | Part.      | Goles      | Part.               | Goles               | Part.                    | Goles                    | Part. | Goles |
| --- | ------------- | ------------- | ----- | ----- | ---------- | ---------- | ------------------- | ------------------- | ------------------------ | ------------------------ | ----- | ----- |
| Avaí F. C. · Brasil | 2.ª           | 2016          | 21    | 1     | 14         | 1          | 4                   | 0                   | —                        | —                        | 39    | 2     |
| Avaí F. C. · Brasil | Total club    | Total club    | 21    | 1     | 14         | 1          | 4                   | 0                   | 0                        | 0                        | 39    | 2     |
| Lille O. S. C. Francia | 1.ª           | 2016-17       | 1     | 0     | —          | —          | 0                   | 0                   | —                        | —                        | 1     | 0     |
| E. S. Troyes A. C. Francia | 1.ª           | 2017-18       | 1     | 0     | —          | —          | 3                   | 0                   | —                        | —                        | 4     | 0     |
| E. S. Troyes A. C. Francia | Total club    | Total club    | 1     | 0     | 0          | 0          | 3                   | 0                   | 0                        | 0                        | 4     | 0     |
| G. N. K. Dimano Zagreb · Croacia | 1.ª           | 2017-18       | 1     | 0     | —          | —          | 0                   | 0                   | 0                        | 0                        | 1     | 0     |
| G. N. K. Dimano Zagreb · Croacia | Total club    | Total club    | 1     | 0     | 0          | 0          | 0                   | 0                   | 0                        | 0                        | 1     | 0     |
| Lille O. S. C. Francia | 1.ª           | 2018-19       | 14    | 1     | —          | —          | 3                   | 0                   | —                        | —                        | 17    | 1     |
| Lille O. S. C. Francia | 1.ª           | 2019-20       | 24    | 1     | —          | —          | 4                   | 0                   | 6                        | 0                        | 34    | 1     |
| Lille O. S. C. Francia | Total club    | Total club    | 39    | 2     | 0          | 0          | 7                   | 0                   | 6                        | 0                        | 52    | 2     |
| Arsenal F. C. Inglaterra | 1.ª           | 2020-21       | 23    | 2     | —          | —          | 3                   | 0                   | 6                        | 1                        | 32    | 3     |
| Arsenal F. C. Inglaterra | 1.ª           | 2021-22       | 35    | 5     | —          | —          | 3                   | 0                   | —                        | —                        | 38    | 5     |
| Arsenal F. C. Inglaterra | 1.ª           | 2022-23       | 38    | 3     | —          | —          | 3                   | 0                   | 7                        | 0                        | 48    | 3     |
| Arsenal F. C. Inglaterra | 1.ª           | 2023-24       | 36    | 4     | —          | —          | 4                   | 0                   | 10                       | 0                        | 50    | 4     |
| Arsenal F. C. Inglaterra | 1.ª           | 2024-25       | 28    | 3     | —          | —          | 5                   | 1                   | 9                        | 1                        | 42    | 5     |
| Arsenal F. C. Inglaterra | Total club    | Total club    | 160   | 17    | 0          | 0          | 18                  | 1                   | 32                       | 2                        | 210   | 20    |
| Total carrera | Total carrera | Total carrera | 222   | 20    | 14         | 1          | 32                  | 1                   | 38                       | 2                        | 306   | 24    |
| (1) Incluye datos del Campeonato Catarinense y Primera Liga de Brasil. (2) Incluye datos de la Copa de Brasil, la Copa de la Liga de Francia, la Copa de Francia, la Copa de la Liga de Inglaterra y la FA Cup. (3) Incluye datos de la Liga de Campeones de la UEFA y Liga Europa de la UEFA. |               |               |       |       |            |            |                     |                     |                          |                          |       |       |

## Palmarés

### Títulos nacionales
| Título                  | Club                   | País       | Año     |
| ----------------------- | ---------------------- | ---------- | ------- |
| Primera Liga de Croacia | G. N. K. Dinamo Zagreb | Croacia    | 2017-18 |
| Copa de Croacia         | G. N. K. Dinamo Zagreb | Croacia    | 2017-18 |
| Community Shield        | Arsenal F. C.          | Inglaterra | 2023    |